# ノー・モア・ティアーズ (オジー・オズボーンのアルバム)
『ノー・モア・ティアーズ』(No More Tears) は、オジー・オズボーンが1991年に発表したスタジオ・アルバム。

## 解説
モーターヘッドのレミー・キルミスターが4曲のソングライティングに関与した。そのうちの1曲「ヘルレイザー」は、モーターヘッドのアルバム『マーチ・オア・ダイ』（1992年）に、モーターヘッドの演奏によるヴァージョンが収録された。また、2021年9月17日に配信限定でリリースされた『No More Tears (30th Anniversary Expanded Edition) 』には、オジーとレミーによるデュエットバージョンの「Hellraiser (30th Anniversary Edition)」が収録されている。
1991年当時、日本盤には「ドント・ブレイム・ミー」「パーティー・ウィズ・ジ・アニマルズ」がボーナス・トラックとして追加収録されて、13曲入りのフォーマットで発売された。1997年の日本盤再発CDでは、これら2曲は外されるが、2002年にはリマスターに伴いこれら2曲が改めて追加され、世界的に13曲入りのフォーマットとなった。
収録曲「アイ・ドント・ウォント・トゥ・チェンジ・ザ・ワールド」は、第36回グラミー賞で最優秀メタル・パフォーマンス部門を受賞し、オズボーンにとって初のグラミー受賞となった。
本作に全面参加したザック・ワイルドは後に、自身のバンド、ブラック・レーベル・ソサイアティにおいて「ノー・モア・ティアーズ」をセルフ・カヴァーしており、ライヴ・アルバム『アルコール・フューエルド・ブリュタリティ・ライヴ!!+5』（2000年）等で聴くことができる。
ちなみにオズボーンはこのアルバムで引退表明を発表。発売当時の日本盤（SRCS 5580）の帯には「オジー・オズボーン物語（ストーリー）の最終章」と記載されていた。そのためアルバムプロモーションのツアーはノー・モア・ツアーズと呼ばれていた。しかし、後に引退を撤回した。

## 収録曲
特記なき楽曲はオジー・オズボーン、ザック・ワイルド、ランディ・カスティロの共作。
1. ミスター・ティンカートレイン - Mr. Tinkertrain - 5:55
2. アイ・ドント・ウォント・トゥ・チェンジ・ザ・ワールド - I Don't Want to Change the World (Ozzy Osbourne, Zakk Wylde, Randy Castillo, Lemmy Kilmister) - 4:04
3. ママ、アイム・カミング・ホーム - Mama, I'm Coming Home (O. Osbourne, Z. Wylde, L. Kilmister) - 4:11
4. ディザイア - Desire (O. Osbourne, Z. Wylde, R. Castillo, L. Kilmister) - 5:45
5. ノー・モア・ティアーズ - No More Tears (O. Osbourne, Z. Wylde, R. Castillo, Mike Inez, John Purdell) - 7:23
6. S.I.N. - S.I.N. - 4:46
7. ヘルレイザー - Hellraiser (O. Osbourne, Z. Wylde, L. Kilmister) - 4:51
8. タイム・アフター・タイム - Time After Time (O. Osbourne, Z. Wylde) - 4:20
9. ゾンビ・ストンプ - Zombie Stomp - 6:13
10. A.V.H. - A.V.H. - 4:12
11. ロード・トゥ・ノーホェア - Road to Nowhere - 5:09

### ボーナス・トラック
1. ドント・ブレイム・ミー - Don't Blame Me - 5:06
2. パーティー・ウィズ・ジ・アニマルズ - Party with the Animals - 4:17

## シングル
本作からのシングルのチャート最高順位を示す。
| タイトル                       | アメリカ | イギリス | オランダ | ニュージーランド |
| ------------------------------ | -------- | -------- | -------- | ---------------- |
| ノー・モア・ティアーズ         | 71位     | 32位     | 14位     | -                |
| ママ、アイム・カミング・ホーム | 28位     | 46位     | -        | 48位             |

## 参加ミュージシャン
- オジー・オズボーン - ボーカル
- ザック・ワイルド - ギター
- ボブ・デイズリー - ベース
- マイク・アイネズ - ベース
- ランディ・カスティロ - ドラムス、パーカッション
- ジョン・シンクレア - キーボード